# Городская полиция
«Городская полиция» (англ. Metro) — американский кинофильм 1997 года режиссёра Томаса Картера. В главной роли — Эдди Мерфи. Фильм провалился в прокате, собрав 32 миллиона 301 доллар при бюджете 55 миллионов.

## Сюжет
Эдди Мёрфи играет роль полицейского, остроумного, крутого. Его зовут Скотт Роупер, и он лучший специалист по переговорам с преступниками, захватывающими заложников. Сюжет строится на его противостоянии с похитителем драгоценностей Майклом Корда, убившим его партнера и лучшего друга. Роупер сумел поймать его, но Корда бежит из тюрьмы, берет в заложницы любимую девушку Скотта по имени Ронни. После этого рассвирепевший Роупер и отданный ему в ученики спецназовец и великолепный снайпер Кевин Макколл вдвоем выручают девушку из рук умного психопата.

## Рецензии и критика
Фильм получил в основном отрицательные отзывы критиков, которые считали, что Мёрфи эксплуатирует избитый во многих предыдущих фильмах образ. На портале Rotten Tomatoes фильм получил рейтинг одобрения 17%, основанный на отзывах 35 критиков. Зрители, опрошенные CinemaScore, дали фильму среднюю оценку «B +» по шкале от A + до F.
Роджер Эберт дал фильму положительную оценку,  сказав, что «масштабные боевые сцены умело поставлены, и Эдди Мёрфи снова вернулся в свою стихию, с энергичным исполнением и чёткими диалогами». Отрицательный отзыв поступил от Стивена Холдена из The New York Times, который назвал фильм «бесцельным» и заявил, что «автомобильные пируэты и трамплины настолько преувеличены, что не соответствуют ни городской географии, ни законам физики. И покачивающаяся камера не может размыть небрежную механическую строчку. в последовательности, которая пытается компенсировать своей длиной недостаток изобретательности. В конце концов, когда вы видели одну крутящуюся машину, разве вы не видели их всех? на тех же улицах с бесконечно большим шиком и жаждой разрушения?» Майкл Уилмингтон согласился, отметив: «Если бы не все шутки [...] фильм мог бы быть непреднамеренно смешным», и что у людей, создавших «Метро», бесстыдство, наверное, такое же добродетель, как хороший мышечный тонус. В конце концов, сценарист Фельдман на самом деле придумал вариацию на тему старого немого каштана, где злодей с усами привязывает героиню к доске лесопилки. Я даже не уверен, что эта сцена задумана с юмором; актёры и режиссёр всё доят до конца. И, если не считать скорострельной шутки Мерфи, в «Метро» есть такое письмо, которое предполагает разум, наполненный героинями, привязанными к доскам лесопилки».

## В ролях
- Эдди Мерфи — инспектор Скотт Ропер
- Ким Мийори — детектив Кимура
- Арт Эванс — лейтенант Сэм Баффетт
- Джеймс Карпентер — офицер Форбс
- Майкл Рапапорт — Кевин Макколл
- Донал Лог — Эрл
- Кармен Эджого — Ронни
- Майкл Уинкотт — Майкл Корда